# Live in Glasgow
Live in Glasgow is een livealbum van Paul Rodgers (van onder andere Free en Bad Company). Het album werd opgenomen tijdens het laatste optreden van zijn wereld tournee in Glasgow (Schotland), in 2006. Het album kwam uit op 16 april, 2007. In mei 2007 kwam er ook een dvd uit van hetzelfde optreden onder dezelfde naam.

## Tracklist
1. I'll Be Creepin' - 4:27
2. The Stealer - 3:32
3. Ride on a Pony - 4:21
4. Radioactive - 3:44
5. Be My Friend - 6:22
6. Warboys (A Prayer For Peace) - 3:46
7. Feel Like Makin' Love - 4:52
8. Bad Company - 5:21
9. I Just Want to See You Smile - 3:36
10. Louisiana Blues - 3:28
11. Fire and Water - 4:17
12. Wishing Well - 3:29
13. All Right Now - 6:27
14. I'm a Mover - 3:06
15. The Hunter - 4:25
16. Can't Get Enough - 4:35
17. Seagull - 3:46

## Muzikanten
- Paul Rodgers - Zang, gitaar, piano
- Howard Leese - Achtergrondzang, gitaar
- Lynn Sorensen - Achtergrondzang, basgitaar
- Ryan Hoyle - Drums
- Kurtis Dengler - Gitaar

## Trivia
- Het album is opgedragen aan Joe Bradley, Boz Burrell, Ahmet Ertegün en Henk Huffener.
- De albumhoes bevat citaten van onder anderen Jimmy Page en Brian May.
- Het nummer Warboys (A Prayer For Peace) was een nieuw nummer voor het album The Cosmos Rocks van Queen + Paul Rodgers.